# Art sumptuari

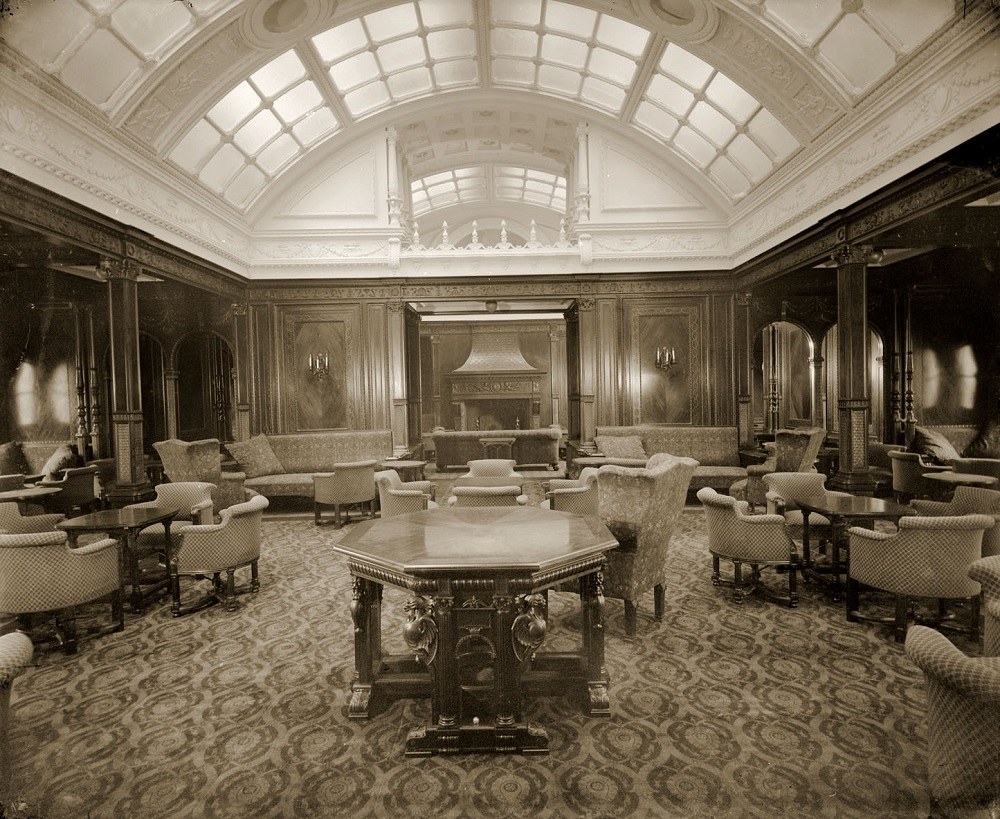
Sala de fumar de primera classe al RMS Mauretania

Art sumptuari és l'art decoratiu que empra materials luxosos. S'aplica a les arts decoratives realitzades amb materials preciosos com l'or, la plata, o joies.